# 1531
1531 (MDXXXI) a fost un an comun al calendarului iulian, care a început într-o zi de duminică.

## Evenimente
- 27 februarie: Liga de la Schmalkalden. Alianță defensivă a statelor protestante din Sfântul Imperiu Roman.
- 22 august: Bătălia de la Obertyn. Petru Rareș, domn al Moldovei, este înfrânt de polonezi iar Pocuția trece din nou în stăpânirea polonezilor.

## Nașteri
- Sehzade Cihangir, fiul sultanului Suleyman si al lui Hurrem (d. 1553)

## Decese
- 22 septembrie: Louise de Savoia, 54 ani, mama regelui Francisc I al Franței, regentă a Franței (n. 1476)